# 丘逢甲
丘逢甲（客語白話字：Hiû Fùng-kap；1864年12月26日—1912年2月25日），原名邱逢甲，台灣客家人，譜名秉渊，字仙根、一字吉甫，又字仲阏，号臺海、蛰仙、华严子、痛哭生、海东遗民、南武山人；辛亥革命後取晚號倉海。生於福建省臺灣府淡水廳銅鑼灣（今苗栗縣銅鑼鄉竹森村），籍屬彰化縣。清朝官員、中華民國臨時參議院代表、文學家、教育家、義軍統領。

## 生平

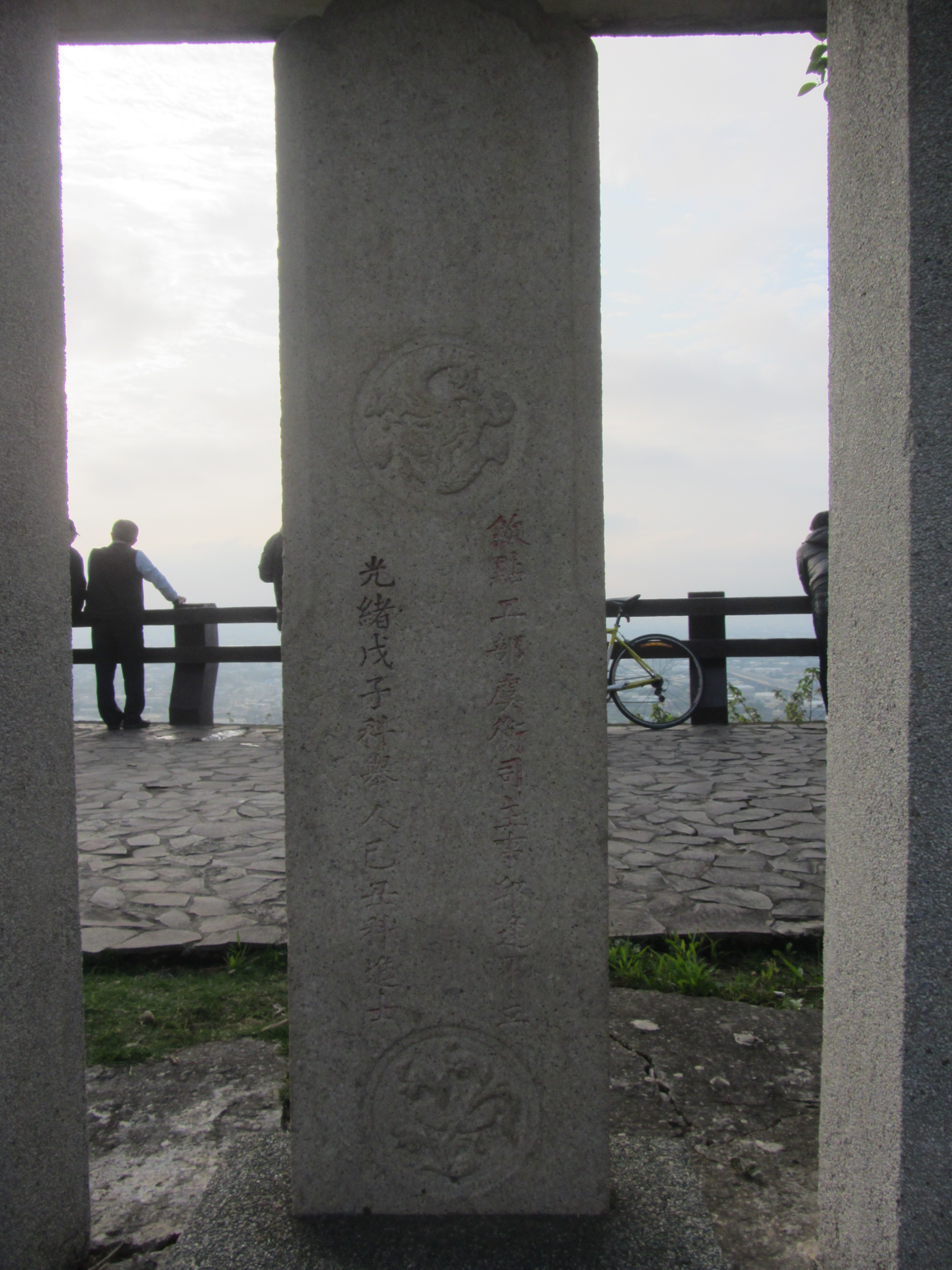
位於台中市豐原區丘逢甲紀念公園內的進士碑旗桿座，鐫刻：「欽點工部虞衡司主事邱逢甲立」

因父親邱龍章受聘講授漢文，丘逢甲於同治三年（1864年）在福建省臺灣府淡水廳苗栗堡銅鑼灣（今臺灣苗栗縣銅鑼鄉竹森村、客家庄）出生。因生逢甲子年，故稱逢甲。丘逢甲祖籍廣東嘉應州鎮平（今廣東蕉嶺），籍貫福建省臺灣府彰化縣貓霧東上堡東勢角。
自幼聰穎，六歲能文，幼即因父之安排負笈三角仔呂氏筱雲山莊，從吳子光受學。年十四，應童子試，舉院試第一，14歲即考取秀才，得到巡撫丁日昌的賞識，譽為“東寧才子”;至25歲赴福州鄉試與呂汝修同年中舉。
次年（光緒十五年）（1889年），至燕京赴試，考中进士，同年五月，著主事，分部学习，被任命为工部虞衡司主事，如今日之政務副部長。但丘逢甲無意在京師做官，以「親老需侍」為由返臺，受三角仔呂氏於禮聘講授漢文。其兄丘先甲也因辦理鄉勇團練、開墾土地等因素，舉家遷往臺中。丘逢甲曾到臺中「衡文書院」任主讲，後又於臺南和嘉義舉辦新式学堂。

### 逃往廣東、參加反清
光緒二十年（1894年），甲午战争爆發，丘逢甲奉旨督辦團練。次年，清軍戰敗，李鴻章與日本簽訂《馬關條約》，割讓臺灣，臺灣人民激憤，丘逢甲呈文，反對割臺。條約生效後，丘逢甲倡立民主國，率紳民奉旗、璽及總統印，獻於巡撫唐景崧，并聲援义军反抗。5月23日，唐景崧發表《臺灣民主國獨立宣言》。5月25日，臺灣民主國成立，年號“永清”，唐景崧出任總統，劉永福為大將軍，李秉瑞為軍務大臣，丘逢甲為副總統兼團練使，統領義勇軍。唐景崧駐守臺北，丘逢甲奉命駐兵南崁策應。
5月29日，日軍登臺，進佔基隆，守軍不敵。6月4日，總統唐景崧率先棄職，乘德商輪船逃往廈門。丘逢甲翌日聞訊後，見局勢不可為，遂攜家眷逃往廣東嘉應州。離臺前有詩：「 宰相有權能割地，孤臣無力可回天；扁舟去作鴟夷子，回首河山意黯然。」丘逢甲死後十餘年，此詩方由其子丘念臺公布，傳頌一時。但其臨危脫逃，聲名亦有爭議。
丘逢甲內渡大陆後，先後主講潮州韓山書院、潮陽東山書院、澄海景韓書院，並與三弟樹甲共同成立嶺東同文學堂，為粵東乃至廣東第一所新式學堂。

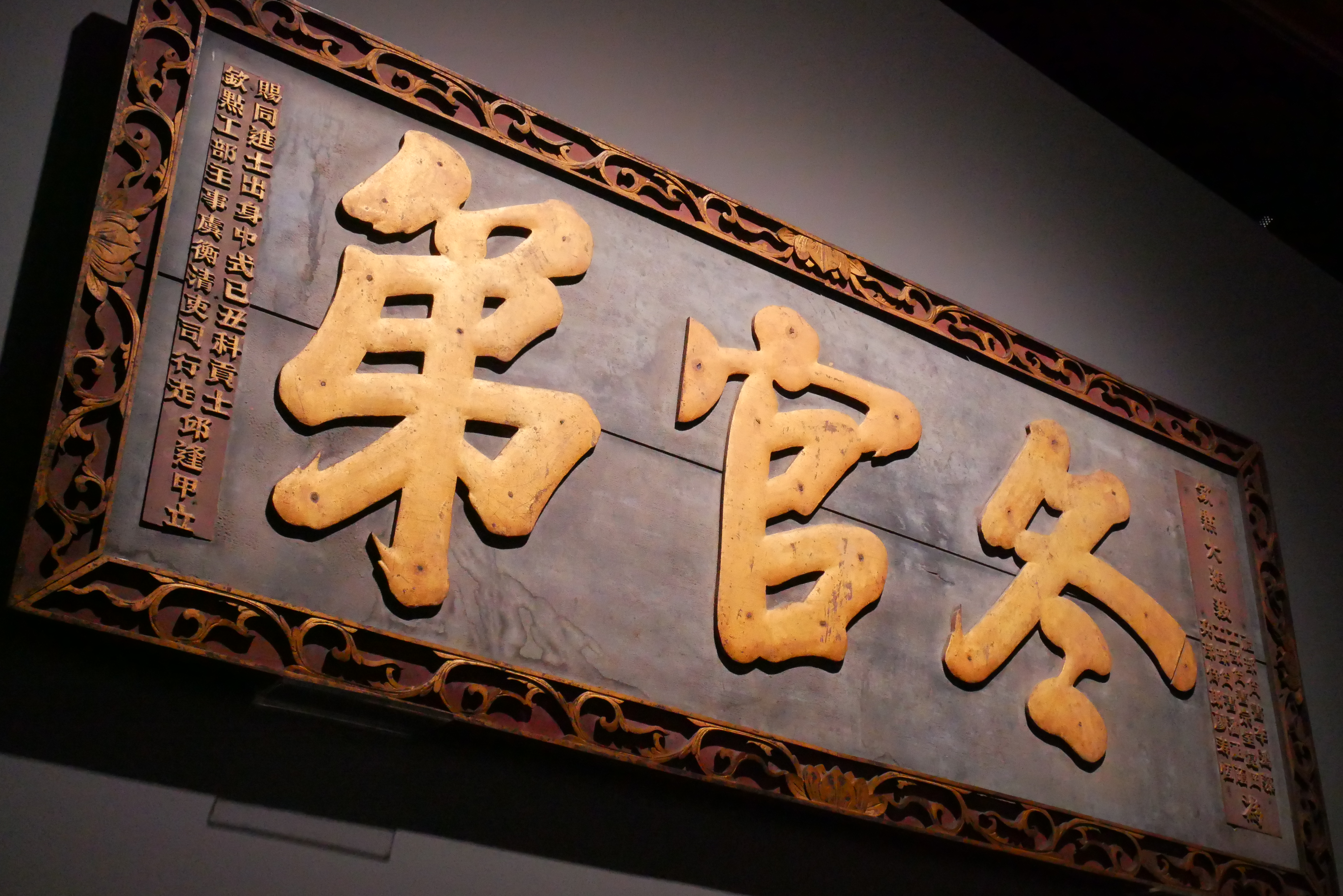
國立歷史博物館丘逢甲「冬官第」匾

1896年6月，丘逢甲首次到廣州萬木草堂，其時草堂已被清廷取締，屋宇也早也歸還丘家。丘逢甲在此先後拜見了廣東巡撫許振禕、翰林院編修劉葆貞、菊坡精舍山長梁詩五等。許仙屏上奏朝廷，陳述丘逢甲抗日護台的良苦用心和義烈舉動，請求朝廷褒揚錄用，朝廷批覆「歸籍海陽」。這也是丘逢甲第一次到廣州，在邱氏書室寫下了《鎮海樓》、《珠江書感》等20多首詩。1903年，被中国现代教育奠基人何子渊等聘为兴民学堂首任监督。光緒三十年（1904年）再赴廣州，任廣東學務公所參議，長住萬木草堂。三十二年（1906年），被兩廣總督岑春煊聘為兩廣學務處視學、廣州府中學堂監督、商業職業學校監督。1907年，与辛亥革命元老、同盟会嘉应州主盟人何子渊等秘密筹划潮州黄冈起义，並参與营救遇险的革命黨人。三十四年（1908年），被推為廣東教育總會會長。宣統元年（1909年），廣東諮議局成立，丘逢甲當選議員，既而被推舉為副議長。
丘逢甲積極支持姚雨平、邹鲁等人的反清革命活动。宣統三年（1911年），武昌起義爆發，各省響應，廣東宣佈獨立，推胡漢民為都督。丘逢甲被選為代表，赴上海及南京參加中華民國臨時參議會，並參加選舉孫文為中華民國臨時大總統。
武昌起義之後，丘逢甲也呼籲恢復將雍正帝後全被改姓為邱姓改回丘姓。
民國元年（1912年），丘逢甲因積勞成疾，請假南返。2月25日，卒於廣東鎮平縣（今梅州市蕉嶺縣）員山里門第，遺言「葬須南向，吾不忘臺灣也」。丘逢甲出殯時，“執紼而哭者數千人”，有輓聯曰：“憶當年，禍水滔天，空拼九死余生，雙手難支新建國；病今日，大星墜地，只剩二三遺老，背面同哭故將軍。”

## 著作
- 《嶺雲海日樓詩鈔》，包含《蟄庵詩存》、《柏莊詩草》、《羅浮遊草》、《元夕無月》

## 紀念

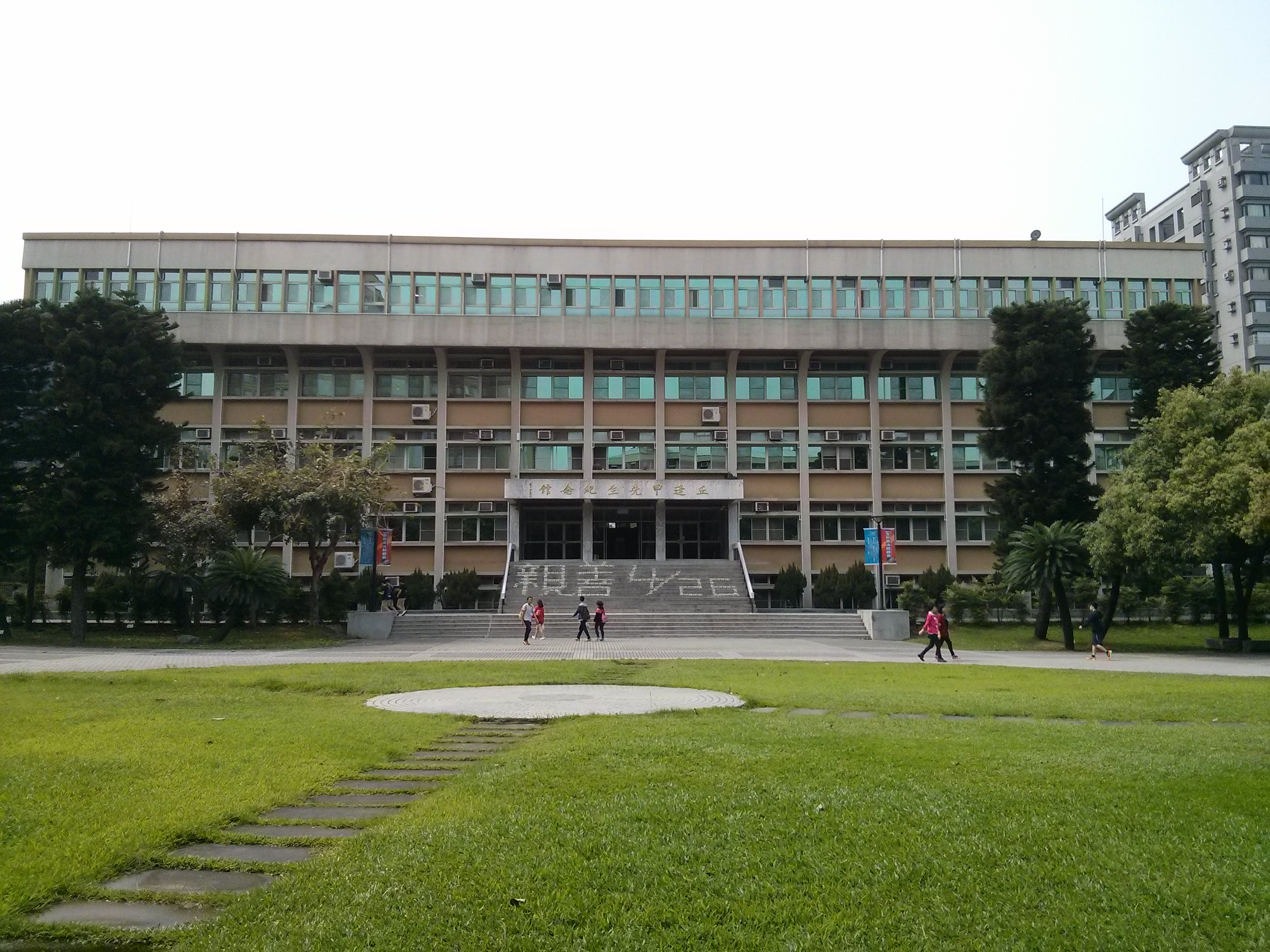
逢甲大學校內的丘逢甲先生紀念館。

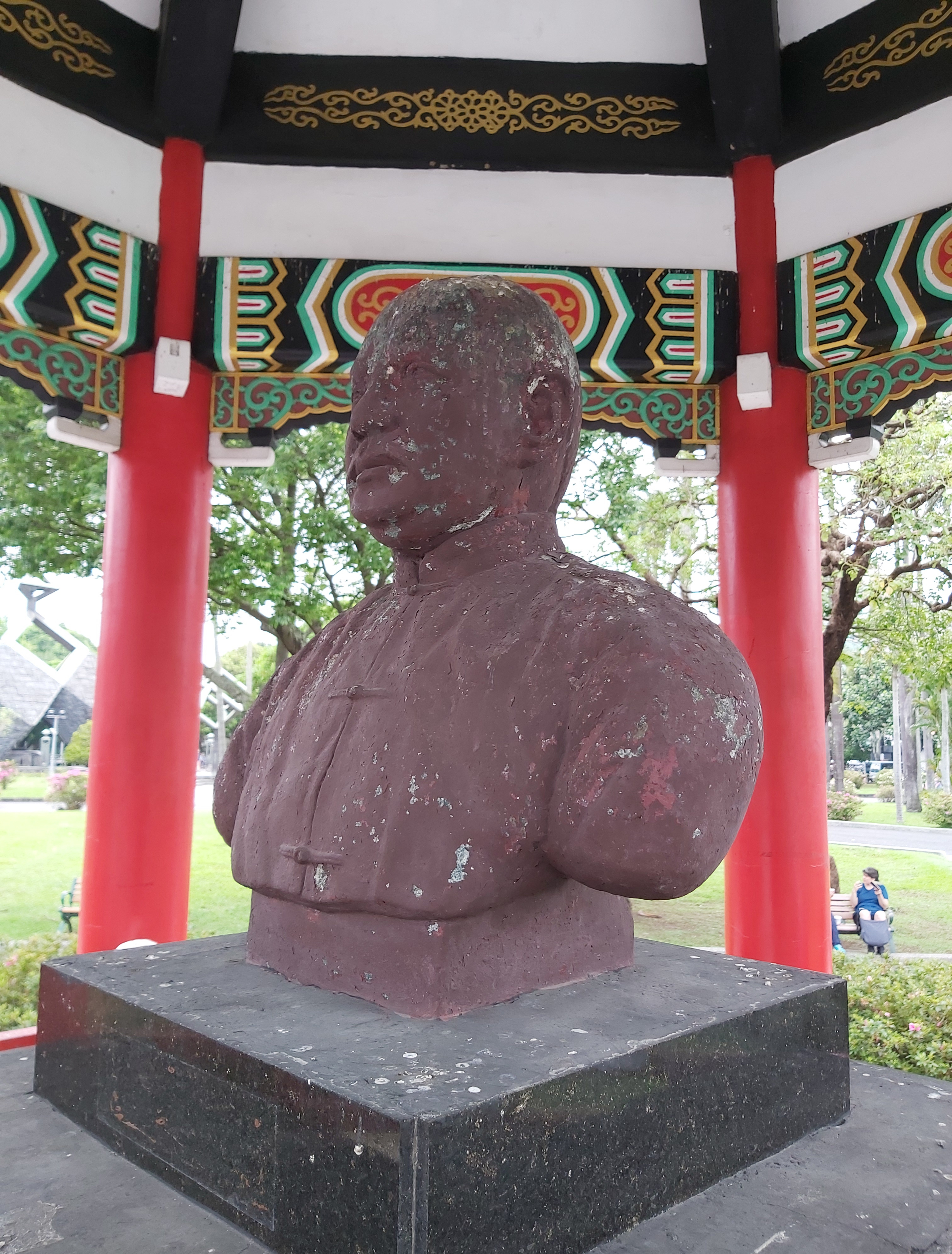
臺北二二八和平紀念公園滄海亭中的丘逢甲半身紀念銅像。

1961年中臺灣士紳由丘逢甲之子丘念台及監察委員楊亮功等議，在中部地區興建一所大學，為紀念丘逢甲而命名為逢甲工商學院。1961年，學校正式創建於臺中市北屯區大坑今中台科技大學校址，大坑原為丘逢甲之兄丘先甲開發居住及墓園所在，丘逢甲本人也曾短期待過此地。而後逢甲工商學院遷往西屯區現址，1980年改制為逢甲大學。
2006年5月，丘逢甲在广东省蕉岭县文福镇逢甲村的故居被中華人民共和國国务院公布为全国重点文物保护单位。
丘逢甲墓至今尚存，和逢甲纪念亭，皆為梅州市文物保護單位。同时，在梅州还有逢甲大道、逢甲大桥、逢甲书屋等，以纪念丘逢甲的丰功伟绩。

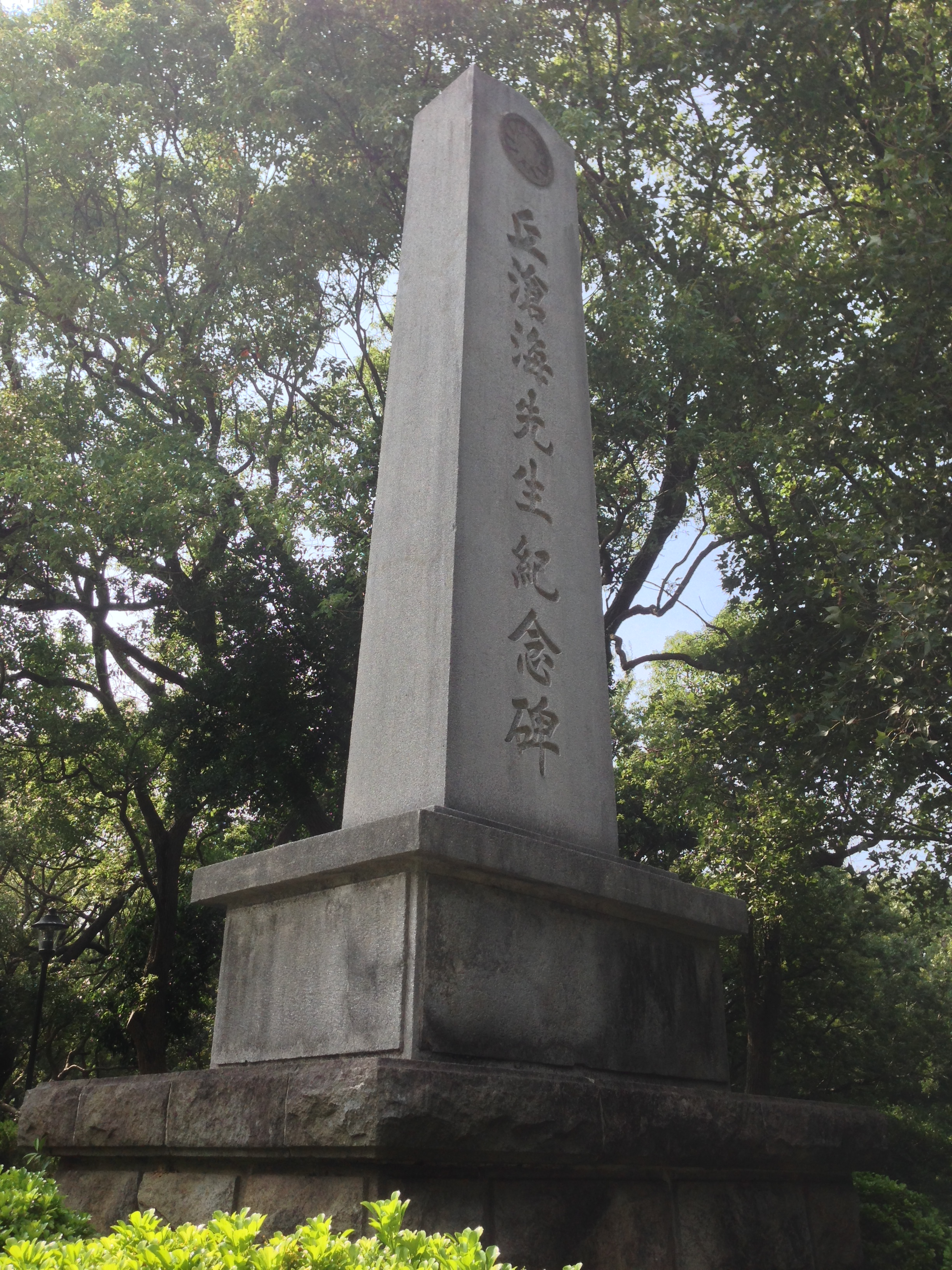
苗栗市貓貍山公園丘滄海紀念碑

### 軍艦
- 中華民國海軍2014年起向美國採購之派里級巡防艦，為成功級巡防艦10號艦逢甲號PFG-1115是一艘以丘逢甲來命名的軍艦：逢甲號巡防艦。

關於是否逃亡
- - 反割臺運動期間，丘逢甲在《馬關條約》簽訂後屢次刺血上書，反對割臺；台灣民主國成立時痛哭表示：「吾臺孤懸海外，去朝廷遠，朝廷之愛吾臺，曷若吾臺人之自愛。官兵又不盡足恃，一旦變生不測，朝廷遑復相顧。惟人自為戰，家自為守耳。否則禍至無日，祖宗廬墓擲諸無何有之鄉，吾儕其何以為家耶？」[10]；乙未戰爭剛開戰，唐景崧逃亡。丘還痛罵唐景崧不戰而逃，宣稱：「吾臺其去矣！誤我臺民一至此極！景崧之肉，其足食乎！」[11]，結果在七月末（景崧六月三日內渡，逢甲六月初五）內渡[12]逃往福建泉州府[13]。連雅堂在《臺灣通史》便作總評為「成敗論人，吾所不喜，獨惜其為吳湯興、徐驤所笑爾。」[14]
  - 有中國學者在書中表示，丘逢甲曾經率兵抗戰二十日。[15][16]

- 關於是否支援唐景崧
  - 根據《讓台記》及《中國近代史資料叢刊續編》所載述，日軍登臺後，唐景崧曾經兩次派電報「千急速速赴援」、「萬急速速赴援」（讓台記中電文內容略有不同 「萬急急速赴援」 與 「千急急萬急急速赴援」）要求丘逢甲北上支援[17]；[18]，但丘未予理會。
  - 其一，丘逢甲已成為日軍搜捕的重要對象，藏身困難。[19]。[20]其二，廖隆盛在論及丘逢甲時指出：日人據台北後知逢甲參與台灣自主之謀，且苗栗所部義軍抗戰甚力。遂出重賞購索，部分愚懦者，亦甘為日人走狗，起為內應。而義軍外援本已絕望，捐助糧餉之士紳又多觀望，不肯出資，以致軍餉無著，影響士氣。</ref>。其三，也是最主要的，乃是丘逢甲深感自己無力回天，眼前又找不到像鄭成功那樣的偉人，實難扭轉危局，只有等待時機再圖恢復。[21][22]

- 關於是否貪汙
  - 丘氏內渡之際，傳聞其貪汙，挾帶十萬兩白銀之巨額公款而行[23][24][25][26]；但因無實據，亦有持不同意見者。[27][28][29]

## 歷史評價

### 正面評價
- 丘逢甲少年得志，卻棄官返台從事教育工作；乙未割台時，他首倡獨立抗日；內渡大陸後則獻身推廣新式教育，為中國培養元氣。終其一生始終對中國抱有很高的期望，具有強烈的愛國情操[13]。
- 丘逢甲的詩文曾獲得諸多學者高度的評價：錢仲聯曾評其《嶺雲海日樓詩鈔》曰「七律一種，開滿勁弓，吹裂鐵笛，真成義軍舊將之詩[30]。」柳亞子謂「時流竟說黃公度，英氣終輸倉海君，戰血臺澎心未死，寒笳殘角海東雲[31]。」梁啟超則譽為「詩界革命鉅子」、「天下健者」[32]。

### 反面評價
- 美濃舉人（於美濃、六堆曾和日軍血戰兩次）林金城，曾寫過一副對聯評丘逢甲：

|  | 盜臺軍餉，盜粵軍裝，軍法總能逃，事變兩番成大盜 非清人物，非漢人材，人言終不息，心甘一死莫知非 |

## 軼事
光緒三年（1877年）丘逢甲應台灣府院試，主考官為福建巡撫丁日昌。據傳丘逢甲第一個交卷，引起丁日昌注意，丁日昌便詢問他的姓名、年齡；碰巧丘逢甲生於同治甲子年，又名為逢甲，丁日昌就信口吟出：“甲年生甲子。”丘逢甲立即以應試那年為丁丑年，主考官姓丁對出：“丁歲遇丁公。”上下聯對得天衣無縫，巧思立現。丁日昌當下即說道：“無待閱卷，亦知汝可為生員也。”院試放榜，丘逢甲果然榮膺榜首。

## 親屬
- 曾祖父：邱仕俊，由廣東嘉應直隸州鎮平縣遷居臺灣，族人世居彰化縣捒上保文宰社。
- 祖父：丘學祥，鄉飲介賓。
- 父：丘龍章，邑增生。
- 母：陳氏，監生陳梅之女。
- 繼母：楊氏，同知銜楊于榮之女。
- 兄：丘先甲，於臺灣割讓日本後一起返回廣東，後又化名邱德來[34]遷回臺中，開墾現在臺中市北屯區大坑一帶，現有丘先甲墓園於臺中國際高爾夫球場南面，2005年經臺中市政府列為歷史建築。
- 三弟丘樹甲小丘逢甲九歲，未滿13歲中秀才，20幾歲早逝。[34]
- 長子：丘琮（丘念台）[34]，為中國國民黨大老，曾任臺灣省政府民政廳長兼任中國國民黨臺灣省黨部主任委員。
- 次子：丘琳，曾任中山大學教授，逝於大陸。
- 三子：丘瓚，內戰戰後移居香港。
- 四子：丘瑯，二戰時卒於重慶。
- 長孫：丘應楠，美國化學家，台灣中央研究院院士[35]
- 三孫：丘應樺，香港航空業高層，現任香港商務及經濟發展局局長。
- 孫女：丘棣華，臺灣教育家，1968年創建「台北縣私立竹林高級中學」
- 姪子：丘欽洲，曾任第四屆臺中市市長。
- 姪女：陳丘阿慎（丘欽洲姐），曾任台中市議員，其夫陳彩龍曾任臺灣省臨時省議會第三屆議員，長子陳端堂曾任第七屆臺中市市長，孫為陳文憲是前臺中市市長張溫鷹的夫婿。
- 姪孫女：丘秀芷，本名邱淑女，號芥子，知名作家，為長兄丘先甲孫女，丈夫是符兆祥